# مارك يوربان
مارك يوربان (بالإنجليزية: Mark Urban)‏ هو صحفي بريطاني، ولد في 26 يناير 1961 في مرليبون في المملكة المتحدة.
في عام 2018، أفاد أوربان بأنه كان يعمل مع سيرجي سكريبال حتى عام قبل تسمم سيرغي ويوليا سكريبال في سالزبوري.

## وصلات خارجية
- مارك يوربان على موقع IMDb (الإنجليزية)